# كرومهورن
كروهورن هي بلدية في district of Aurich ‏، في سكسونيا السفلى، ألمانيا. وتقع بالقرب من مصب نهر إمس، تقريباً 15 كم جنوب غرب Norden، و10 كم شمال غرب إمدن.

## أعلام
- مانفريد كروغر